# أوعدك (أغنية)
أوعدك هي أغنية للفنانة سعاد محمد، من كلمات مجدي نجيب وألحان محمد سلطان.